# Frauenbründl

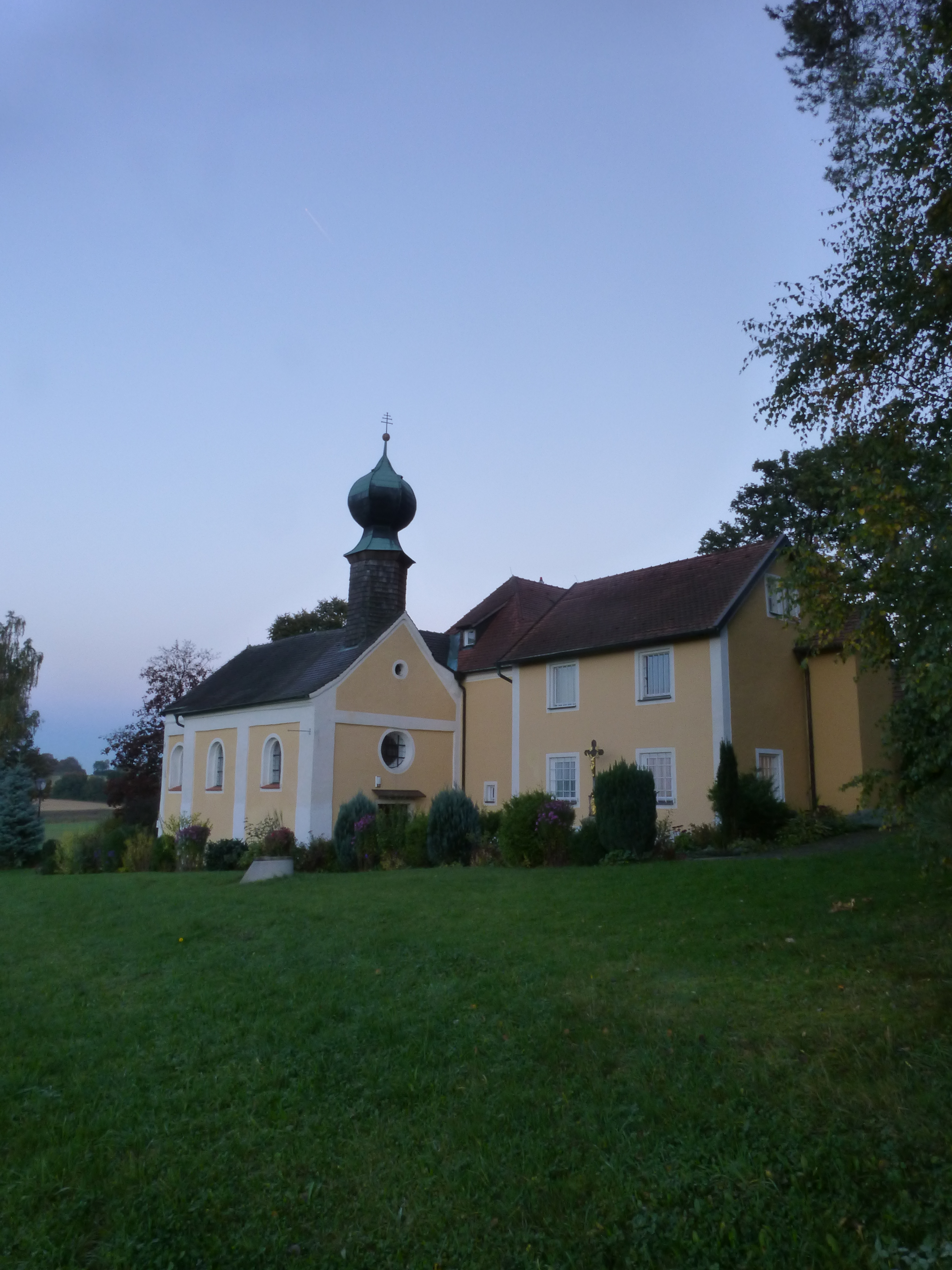
De kluizenarij van Frauenbründl bij Bad Abbach

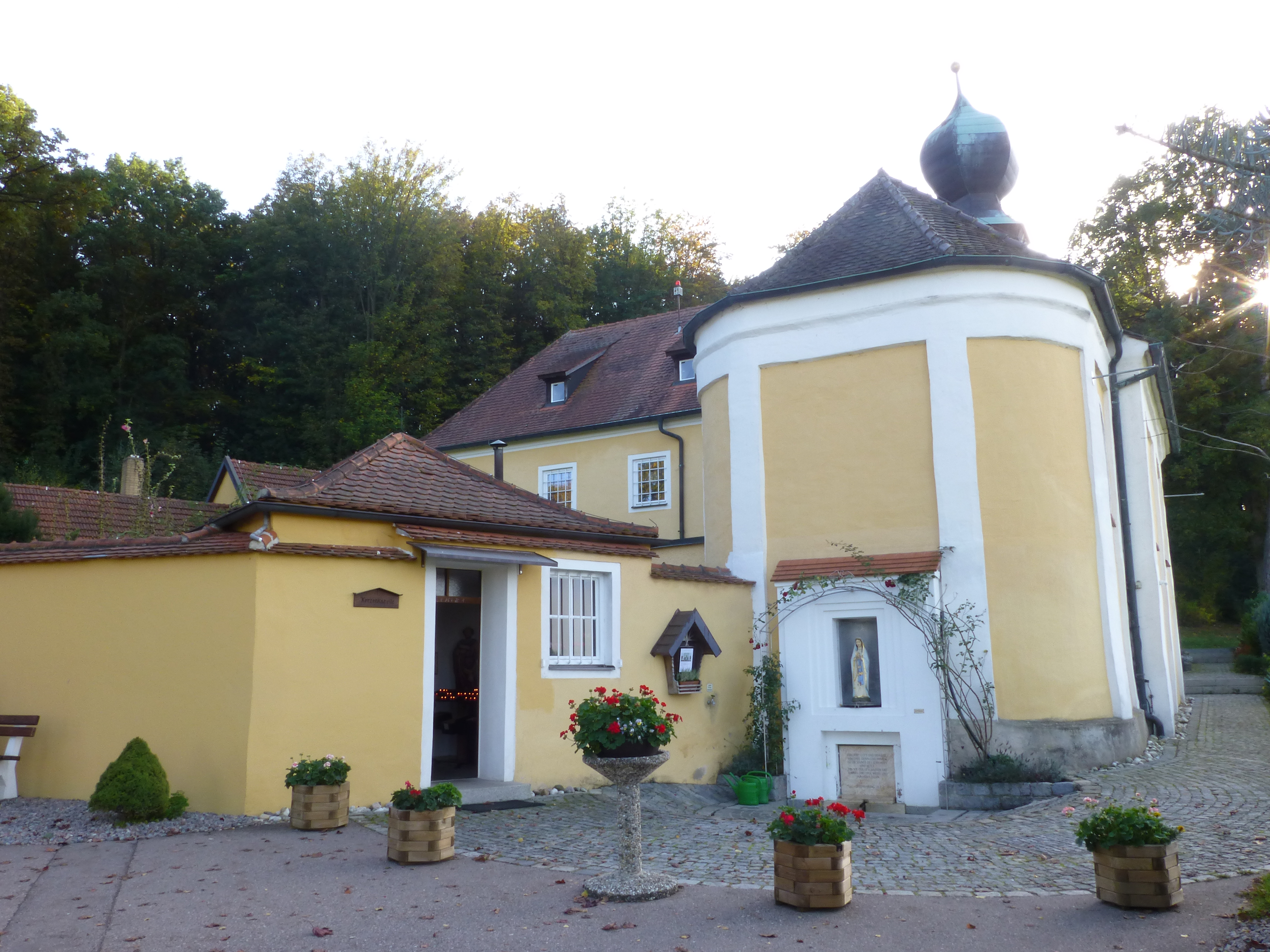
De wonderdadige bron, die uit het priesterkoor van het kerkje stroomt

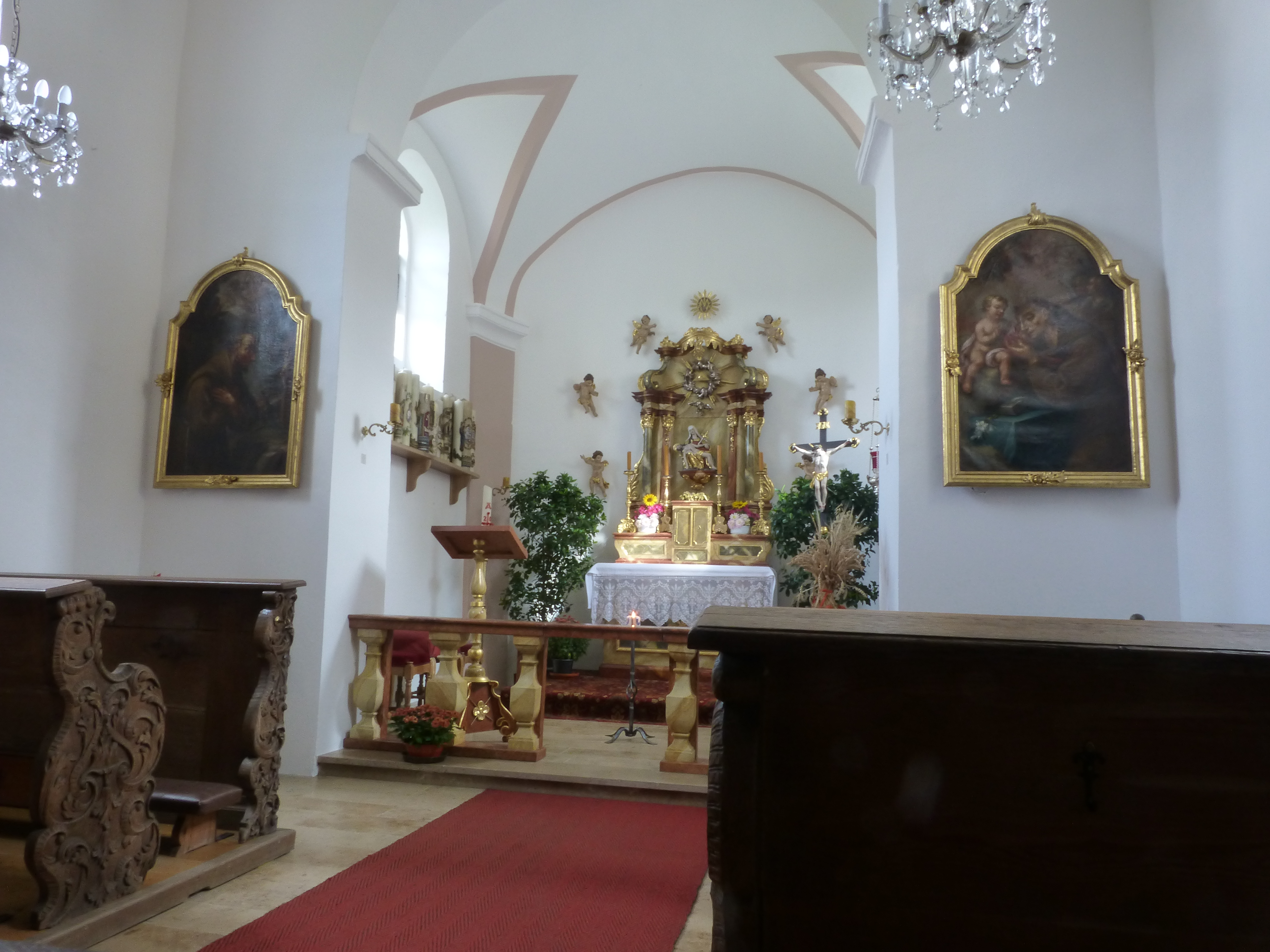
Het interieur van de kerk

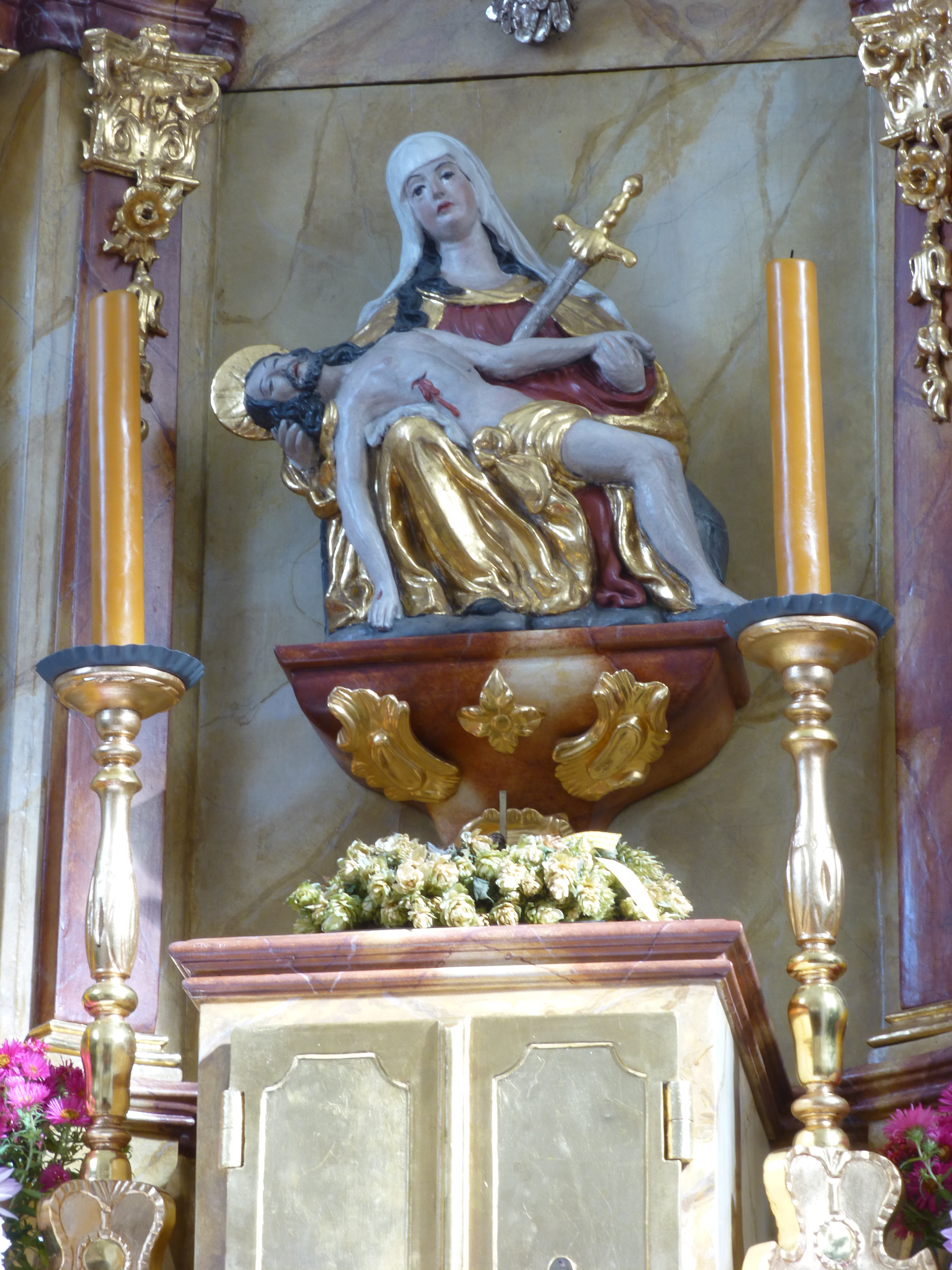
Het genadebeeld

De kluizenarij van Frauenbründl bij Bad Abbach is een Beierse bedevaartkluis en tevens het moederhuis van het kluizenaarsverband van Frauenbründl, waartoe ook de Nederlandse Kluis van Warfhuizen behoort.
De wonderdadige bron die het middelpunt van de Frauenbründler bedevaart vormt, is bekend sinds 1465, en wordt vooral bezocht door mensen met oogziekten. Bij de bron werd al in de vijftiende eeuw een Mariabeeld aan een boom gehangen, waarna al snel de bouw van een bedevaartkapel volgde. Vanaf ongeveer 1700 woonden er bij deze kapel kluizenaars, en in 1702 werd er een stenen kluis gebouwd. Deze groeide uit tot het moederhuis van de Regensburger Eremitenverbrüderung, waarin de kluizenaars van het bisdom Regensburg in een soort congregatie werden samengevoegd. Vanaf dat moment werd de kluizenaar van Frauenbründl, die als overste van deze congregatie fungeerde oudvader genoemd. Ook het kapittel van de kluizenaars vond in Frauenbründl plaats, net als het noviciaat. Zodoende lijkt de kluis meer op een klein kloostertje dan op een doorsnee kluis: er moesten van tijd tot tijd meerdere broeders worden geherbergd.
Aan het einde van de achttiende eeuw begonnen verschillende zogenaamde verlichte vorsten een beleid tegen bedevaarten en kloosterleven te voeren. Ook Frauenbründl - en de bijbehorende heremietenverbroedering - werden in 1802 uiteindelijk opgeheven. Het was de bedoeling dat kluis en kapel zouden worden afgebroken, maar dat is nooit gebeurd, omdat een adellijke beschermster, de barones van Bechtolsheim, het complex opkocht. In 1842 werd de heremietenverbroedering heropgericht, en in 1847 kwam ook Frauenbründl weer in het bezit van de kluizenaars. 
In 1992 hield de heremietenverbroedering als congregatie op te bestaan, omdat er nieuwe regels voor het kluizenaarsleven in de Kerk waren gaan gelden. Dit gebeurde naar aanleiding van het Tweede Vaticaans Concilie. Volgens het nieuwe kerkelijk wetboek van 1983, (de Codex Iuris Canonici, can. 603) worden kluizenaars in het vervolg direct door de bisschop geprofest, en niet meer in congregaties ondergebracht.
Het verband van Frauenbründl verdween echter niet, het maakte alleen een verandering door. In plaats van een congregatie werd het een organisatie die misschien het best te beschrijven is als een kruising tussen een vakbond voor kluizenaars en een woningbouwvereniging. De heremieten van het verband staan niet meer met de oudvader in een gezagsverhouding. Wel zorgt hij voor een goed onderhoud van de verschillende kluizen die onder het verband vallen, en ondersteunt de kluizenaars vooral op administratief vlak. Ook is er in spirituele zin sprake van een broederlijke verhouding tussen de kluizenaars. Nog steeds houden zij elk jaar rond het feest van de heilige Jakobus hun kapittel dat naast een zakelijke ook vooral een spirituele vergadering is.
Ook beperkt het verband zich niet meer tot het bisdom Regensburg. Zo hoort ook de kluis van Warfhuizen in het noorden van Groningen sinds 2014 bij het heremietenverband van Frauenbründl.